# (5801) Vasarely
(5801) Vasarely es un asteroide perteneciente al cinturón de asteroides, región del sistema solar que se encuentra entre las órbitas de Marte y Júpiter, descubierto el 26 de enero de 1984 por Antonín Mrkos desde el Observatorio Kleť, České Budějovice, República Checa.

## Designación y nombre
Designado provisionalmente como 1984 BK. Fue nombrado Vasarely en homenaje a Victor Vasarely, pintor, escultor y artista gráfico de nacimiento húngaro, considerado el fundador del movimiento Op Art.

## Características orbitales
Vasarely está situado a una distancia media del Sol de 2,371 ua, pudiendo alejarse hasta 2,613 ua y acercarse hasta 2,129 ua. Su excentricidad es 0,101 y la inclinación orbital 4,245 grados. Emplea 1334,09 días en completar una órbita alrededor del Sol.

## Características físicas
La magnitud absoluta de Vasarely es 13,6. Tiene 12,51 km de diámetro y su albedo se estima en 0,052. 